# Сергей Милинкович-Савич
Сергей Милинкович-Савич (на сръбски: Сергеј Милинковић-Савић; на сърбохърватски: Sergej Milinković-Savić) е сръбски футболист, роден на 27 февруари 1995 г. в Леида, Испания. Играе на поста централен полузащитник. Състезател на арабския Ал-Хилал и националния отбор на Сърбия.

## Успехи

### Войводина
- Купа на Сърбия (1): 2014

### Лацио
- Купа на Италия (1): 2018/19
- Суперкупа на Италия (2): 2017, 2019

### Сърбия
- Европейски шампион до 19 г. (1): 2013